# Fórmula de Bellard
La fórmula de Bellard permite calcular el enésimo dígito de π en base 16.
La fórmula de Bellard fue descubierta por Fabrice Bellard en 1997. Es aproximadamente 43% más rápida que la fórmula de Balley-Borwein-Plouffu. Ha sido utilizada en PiHex, un ya completado proyecto de computación distribuida.
Una de aplicación importante es verificar computaciones de los dígitos de π encontrados por otros medios. En vez de tener que computar todo de los dígitos dos veces por dos algoritmos separados para asegurar que una computación es correcta, los dígitos finales de una computación muy larga pueden ser verificados con la fórmula de Bellard, que es muy rápida.

## Fórmula
{\displaystyle {\begin{aligned}\pi ={\frac {1}{2^{6}}}\sum _{n=0}^{\infty }{\frac {(-1)^{n}}{2^{10n}}}\,\left(-{\frac {2^{5}}{4n+1}}\right.&{}-{\frac {1}{4n+3}}+{\frac {2^{8}}{10n+1}}-{\frac {2^{6}}{10n+3}}\left.{}-{\frac {2^{2}}{10n+5}}-{\frac {2^{2}}{10n+7}}+{\frac {1}{10n+9}}\right)\end{aligned}}}